# Avistamento em Boianai

Zona de Milne Bay (a vermelho)

O avistamento de Boianai , também conhecido como avistamento do Padre William Gill, é um avistamento de OVNI em 1959 no Território da Papua e Nova Guiné, testemunhado por um missionário,  vários de seus associados e um grupo de indígenas, num total de 38 indivíduos.

## Os acontecimentos
Na noite de 26 de junho de 1959, às 18h45, o padre William Booth Gill, responsável pela missão anglicana de Boianai, uma aldeia situada na província de Milne Bay, viu um objeto luminoso e silencioso no céu,  que se aproximava da missão e parou no ar em direção ao mar, a cerca de cem metros acima do nível da água. O padre chamou dois professores da missão, que se juntaram a ele e também viram o objeto. De acordo com a descrição do Padre Gill, o objeto tinha uma forma circular, com uma base larga e um andar superior mais estreito; por baixo da base havia quatro apoios. Num dos lados do objeto pareciam existir quatro vigias; este lado era mais brilhante do que os restantes. A intervalos, o objeto emitia um feixe de luz azul, dirigido para o céu. Ao padre e aos dois professores juntaram-se outras pessoas, interessadas em ver o fenômeno. A certa altura, saíram quatro seres do interior do objeto, que ficaram bem visíveis no convés superior; durante cerca de 15 minutos, deslocaram-se entre o interior e o convés, desaparecendo de vez em quando. Às 19h10 o céu ficou coberto de nuvens; o objeto permaneceu visível durante mais dez minutos, tendo depois desaparecido entre as nuvens. Passado uma hora, o objeto voltou a ser visível e outros objetos luminosos mais pequenos podiam ser vistos ao seu lado. O fenômeno durou cerca de duas horas no total. 
Na noite seguinte, por volta das 18 horas, uma enfermeira da missão viu novamente o objeto e chamou o Padre Gill. Para além do padre, outras pessoas acorreram, incluindo professores da missão e nativos. Duas figuras humanas eram visíveis na ponte. O padre fez alguns sinais com os braços e as figuras responderam; depois fez alguns sinais com uma lanterna e pareceu-lhe que o objeto respondia fazendo alguns movimentos para trás e para a frente. Vendo que não havia aterragem, às 18h30 o Padre Gill foi jantar. Quando regressou, o objeto ainda lá estava. Às 19 horas, o grupo de observadores dirigiu-se à igreja para o serviço religioso da noite. Após o serviço religioso, o céu ficou coberto de nuvens, a visibilidade era limitada e não se via mais nada. Às 22h40, ouviu-se um forte estrondo; o Padre Gill excluiu a possibilidade de se tratar de um trovão. Depois disso, nada mais aconteceu nessa noite. 

## Reações seguintes
Uma vez que Papua Nova Guiné estava, nesta época, sob administração da Austrália; em dezembro de 1959 o caso foi investigado pela Real Força Aérea Australiana, que declarou que os pequenos objetos luminosos observados seriam os planetas Júpiter, Saturno e Marte, enquanto que para o objeto maior permanecia a dúvida; na opinião do oficial encarregado da investigação, o Padre Gill teria observado "fenômenos naturais coloridos por acontecimentos passados e influências subconscientes de entusiastas de OVNIs".

#### Dosdebunkers
Segundo o astrônomo Donald Menzel, um dos chamados debunkers, o caso é simples: o padre Gill tinha-se esquecido dos óculos,  e sendo míope e "provavelmente" astigmático, teve uma visão deformada dos acontecimentos. Quanto aos nativos e ao pessoal da missão, teriam sido influenciados pelo padre, muito estimado e popular. Menzel afirma: "Embora um grande número de "testemunhas" (as aspas são de Menzel) tenha assinado o relatório, duvido muito que soubessem o que estavam a assinar ou porquê. Teriam certamente ficado perplexos sobre porque é que o seu grande líder estava vendo algo que era invisível para eles." E conclui: "Uma vez que uma hipótese muito simples explica, sem qualquer esforço, as observações relatadas, considerarei doravante o caso do Padre Gill como resolvido." 
De acordo com outro cético, Philip J. Klass, o episódio foi simplesmente uma invenção do padre. Os céticos também acharam estranho que, no meio do avistamento, o Padre Gill tenha ido jantar tranquilamente. 

#### Dos investigadores de OVNIs
O caso foi também estudado por Allen Hynek e Jacques Vallée, que entrevistaram o padre Gill.  Para os dois, a hipótese de Menzel não é credível, porque o padre afirmou que estava usando óculos no momento do avistamento; quanto à hipótese de Klass, também salientaram não ser credível que um padre organizasse uma fraude desta magnitude. Hynek teve a impressão de que o padre anglicano era uma pessoa sincera. O clérigo disse que não tinha pensado num veículo extraterrestre mas num novo tipo de avião americano e esclareceu que tinha ido jantar porque não tinha visto sinais de uma aterragem iminente. Segundo Hynek, a hipótese das estrelas e dos planetas não pode explicar completamente o avistamento; para o ufólogo americano, devido ao elevado número de testemunhas e a personalidade e papel do Padre Gill, trata-se de um dos casos mais bem documentados de "encontros imediatos de terceiro grau" com alegadas entidades extraterrestres.   [carece de fontes?] Para Jacques Vallée, é um dos grandes clássicos da história dos OVNIs. 